# كيفن فاريل
كيفن فاريل (بالإنجليزية: Kevin Joseph Farrell)‏ هو كاهن كاثوليكي أمريكي، ولد في 2 سبتمبر 1947 في دبلن في جمهورية أيرلندا.